# Chodov
Chodov (německy Chodau) je druhé největší město v okrese Sokolov, především průmyslového charakteru, se zachovalou tradicí výroby porcelánu. V chodovské manufaktuře Thun (původně H a C) se vyrábí světoznámý růžový porcelán.